# Guadalupito
Guadalupito es una localidad peruana, capital del distrito homónimo ubicado en la provincia de Virú, en el departamento de La Libertad. Se ubica aproximadamente a unos 117 kilómetros al sur de la ciudad de Trujillo.